# Ervilia bisculpta
Ervilia bisculpta is een tweekleppigensoort uit de familie van de Semelidae. De wetenschappelijke naam van de soort is voor het eerst geldig gepubliceerd in 1861 door Gould.